# Lank Point
Lank Point – przylądek (point) w kanadyjskiej prowincji Nowa Szkocja, w hrabstwie Pictou (45°38′57″N, 62°47′08″W), wysunięty w rzekę West River of Pictou, na jej wschodnim brzegu; nazwa urzędowo zatwierdzona 22 marca 1926.